# 2011 US412
2011 US412, também escrito como 2011 US412, é um objeto transnetuniano que está localizado no Cinturão de Kuiper, uma região do Sistema Solar. Ele possui uma magnitude absoluta de 8,6 e tem um diâmetro estimado com cerca de 127 km.

## Descoberta
2011 US412 foi descoberto no dia 24 de outubro de 2011 pelo astrônomo M. Alexandersen.

## Órbita
A órbita de 2011 US412 tem uma excentricidade de 0,254 e possui um semieixo maior de 39,418 UA. O seu periélio leva o mesmo a uma distância de 29,424 UA em relação ao Sol e seu afélio a 50,907 UA.